# Junta de Auxilio a los Republicanos Españoles
La Junta de Auxilio a los Republicanos Españoles (JARE) fue una institución fundada en Francia el 31 de julio de 1939 por la Diputación Permanente de las Cortes republicanas, ya en el exilio, aprobando sus estatutos. Su finalidad era, según sus estatutos, la de «administrar cuantos recursos y bienes pueda y deban destinarse al auxilio de quienes emigran de España por defender las Instituciones democráticas de nuestro país». En la JARE estuvieron representados todos los partidos exiliados excepto el PCE y el PNV por decisión propia.

## Creación
El 27 de julio de 1939 se reunió la Diputación Permanente de las Cortes republicanas en París y, a propuesta del socialista Indalecio Prieto —que aglutinaba a todos los sectores «antinegrinistas»—, aprobó una resolución, de discutible constitucionalidad, según la cual consideraba al Gobierno de Juan Negrín como «inexistente», es decir, como disuelto. La Diputación también acordó, por 14 votos contra 5 (2 del PCE y 3 de socialistas negrinistas) otorgarse a sí misma el control de los recursos financieros de la República —las cuentas bancarias abiertas en bancos extranjeros y el «tesoro del Vita» que había sido llevado a México—. Para administrarlos se creó la Junta de Asistencia a los Republicanos Españoles (JARE), controlada de facto por Indalecio Prieto, y que se convertiría pronto en «el principal instrumento de la influencia de Prieto sobre los exiliados españoles». De hecho, la JARE compitió en la ayuda a los refugiados republicanos con el Servicio de Evacuación de Refugiados Españoles (SERE), creado por Negrín nada más acabar la guerra civil, y constituía por tanto «otro intento de desalojar a Negrín de sus últimas posiciones de poder». La creación de la JARE se justificó oficialmente con el argumento de que el SERE estaba dando preferencia a los dirigentes y militantes comunistas y negrinistas en sus ayudas para facilitar el viaje a América de los refugiados que se encontraban en Francia.
Indalecio Prieto había tomado posesión del «tesoro del Vita» desde su llegada a México. Este hecho, junto con la decisión de crear una nueva organización de asistencia a los refugiados, creó una profunda división entre los exiliados españoles. Esta dualidad de organizaciones de asistencia al exiliado español puso además de manifiesto la crisis interna del Partido Socialista Obrero Español entre los seguidores de Negrín de un lado y Prieto del otro.

## Organización
La organización interna estaba compuesta por un presidente, un vicepresidente y ocho vocales nombrados por la Diputación Permanente. Su primer presidente será Luis Nicolau d'Olwer y el vicepresidente —y auténtico líder de la nueva organización—, Indalecio Prieto. Nombraron vocales a José María Andreu, Emilio Palomo Aguado, Juan Peiró (de la CNT), Amador Fernández y Faustino Valentín Torrejón (Unión Republicana).
El tesorero era Carlos Esplá Rizo, de Izquierda Republicana, como el vocal Carlos de Juan. También formaban de la junta administrativa Francisco Cruz Salido, secretario particular de Prieto cuando este fue ministro de la Guerra; Narciso Vázquez, socialista besteirista; y Antoni Escofet, de Esquerra Republicana de Catalunya.
Con el objeto de escolarizar a los hijos de los refugiados la JARE creó en México la Academia Hispano-Mexicana y el Instituto Hispano-Mexicano Ruiz de Alarcón. Ambos permanecen activos en la actualidad, si bien el Ruiz de Alarcón fue sustituido en 1942 por el Colegio Madrid fundado el 21 de junio de 1941.
Las actas de la Delegación mexicana de la JARE y de la Comisión Administradora de los Fondos para el Auxilio de los Republicanos Españoles (CAFARE, 1943-1945) se encuentran en el Archivo General de la guerra civil española (Salamanca) dentro del Archivo de Carlos Esplá adquirido el año 2001 por el Ministerio de Cultura.